# Fraunhofer-Teleskop

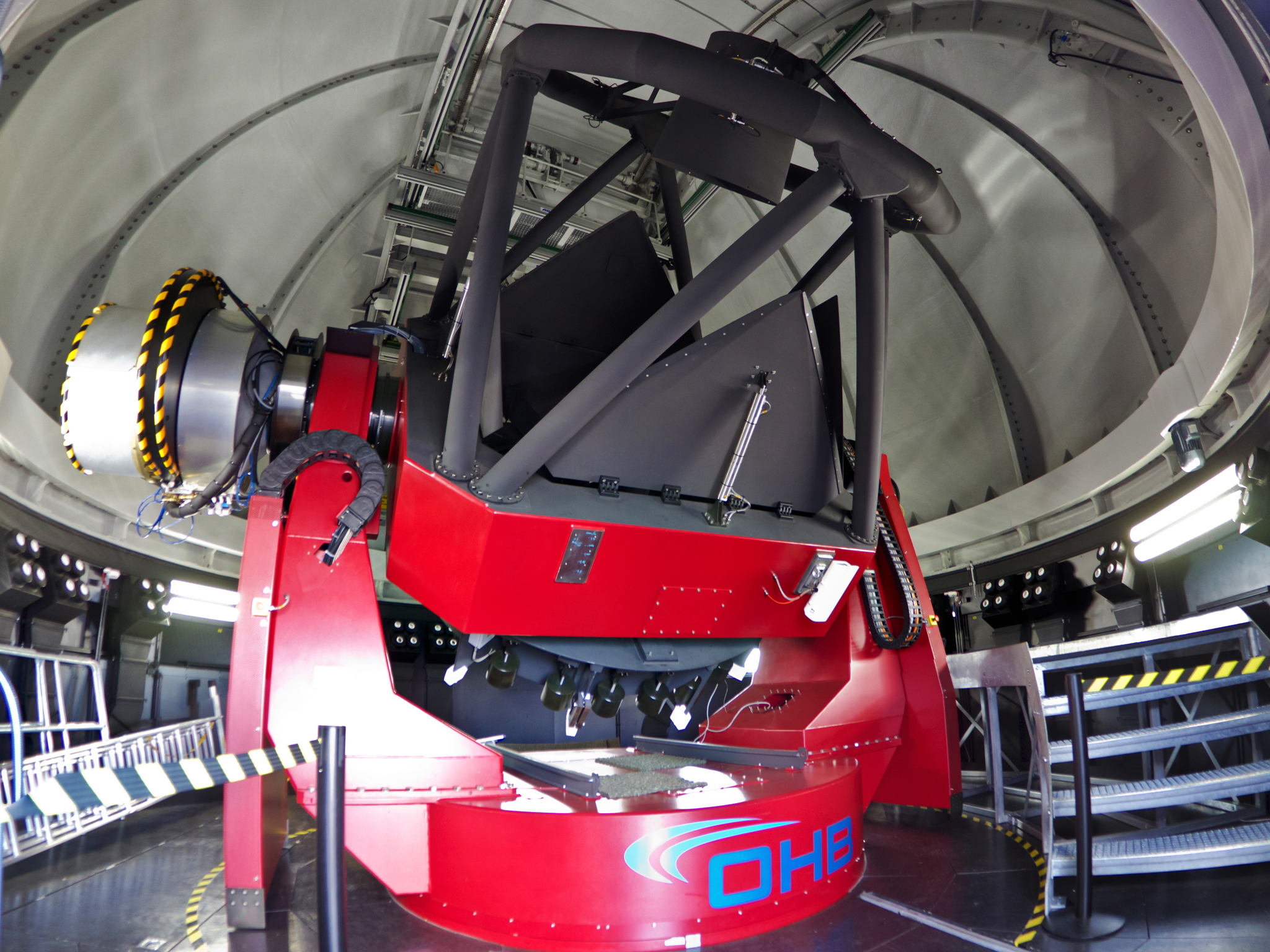
Das Fraunhofer-Teleskop am Wendelstein-Observatorium

Das Fraunhofer-Teleskop am Observatorium Wendelstein oder auch Wendelstein-Observatorium ist ein optisches und Nahinfrarot-Spiegelteleskop der Universitäts-Sternwarte München mit 2 m Spiegeldurchmesser im Ritchey-Chrétien-System mit einem  f/8-Strahlengang, azimutaler Montierung und zwei aktiven, automatisch umschaltbaren Nasmyth-Fokusstationen.
Das nach dem deutschen Optiker und Physiker Joseph von Fraunhofer benannte Teleskop befindet sich in einer Höhe von 1838 m auf dem Gipfel des Wendelstein.

## Bau
Für Optik und Installation auf dem Wendelstein war während des Aufbaus die Firma Kayser-Threde verantwortlich, Astelco Systems aus Martinsried übernahm die Mechanik und die Steuerung. Im Jahr 2008 begann der Aufbau des Fraunhofer-Teleskops,
die offizielle Einweihung mit einem Festakt war am 21. Mai 2012. Die Baukosten betrugen 8,5 Mio. Euro.
Erste wissenschaftliche Aufnahmen mit dem 2-m-Teleskop wurden Ende 2013 veröffentlicht.
Mit Inbetriebnahme ist es technisch und bezüglich der optischen Qualität das modernste und neben dem Alfred-Jensch-Teleskop in Thüringen Stand 2013 das größte Teleskop in Deutschland.

## Instrumente
Das neue Teleskop wird ausgerüstet mit
- einer Weitwinkelkamera zur Abbildung von wenigstens 0,5 Grad des Himmels (Vollmonddurchmesser).

An dem 2-m-Teleskop ist eine sogenannte Weitwinkelkamera (WWFI) zur Abbildung von wenigstens 0,5 Grad des Himmels (Vollmonddurchmesser) installiert und liefert zurzeit sowohl Testdaten als auch erste wissenschaftliche Messergebnisse. Die Kamera WWFI basiert auf einem Mosaik von 4 CCDs (jeweils 4048 × 4048 Pixel) der Firma e2v, die von der Firma Spectral Instruments (Tucson, Arizona) in ein Detektor-System integriert wurden. Bis zu 14 verschiedene Filter können zusammen mit diesen elektronischen Detektoren verwendet werden;
- sowie einer Mehrkanalkamera (optisch und nahes Infrarot).

Die Mehrkanalkamera (optisch und nahes Infrarot) ist Stand 2014 noch in Entwicklung;
- und Spektrographen für mittlere bis hohe Auflösung.

Ein Spektrograph für hohe Auflösung ist im Labortestbetrieb, ein sogenannter Feldspektrograph für mittlere Auflösungen ist zurzeit noch an das McDonald-Observatorium in Texas ausgeliehen und produziert dort bereits wissenschaftliche Daten.

## Bilder

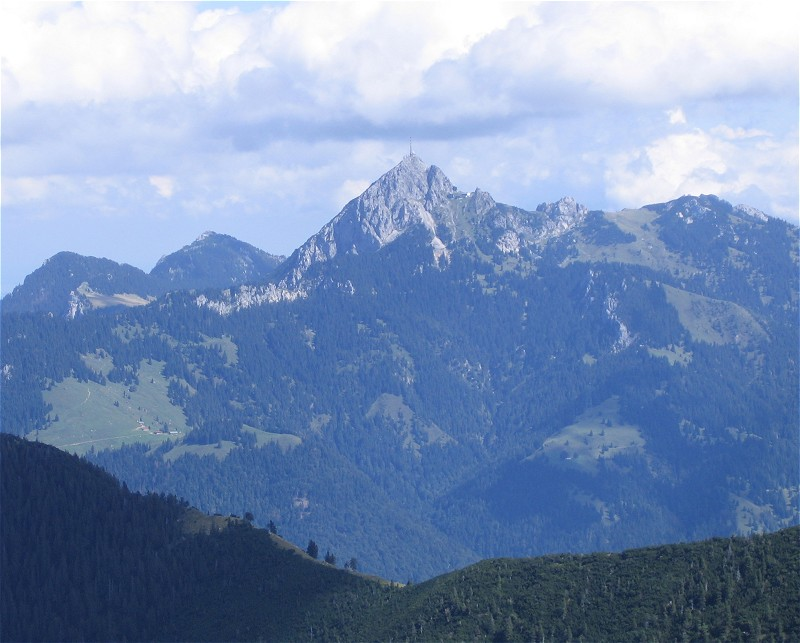
Der Wendelstein von Westen aus gesehen
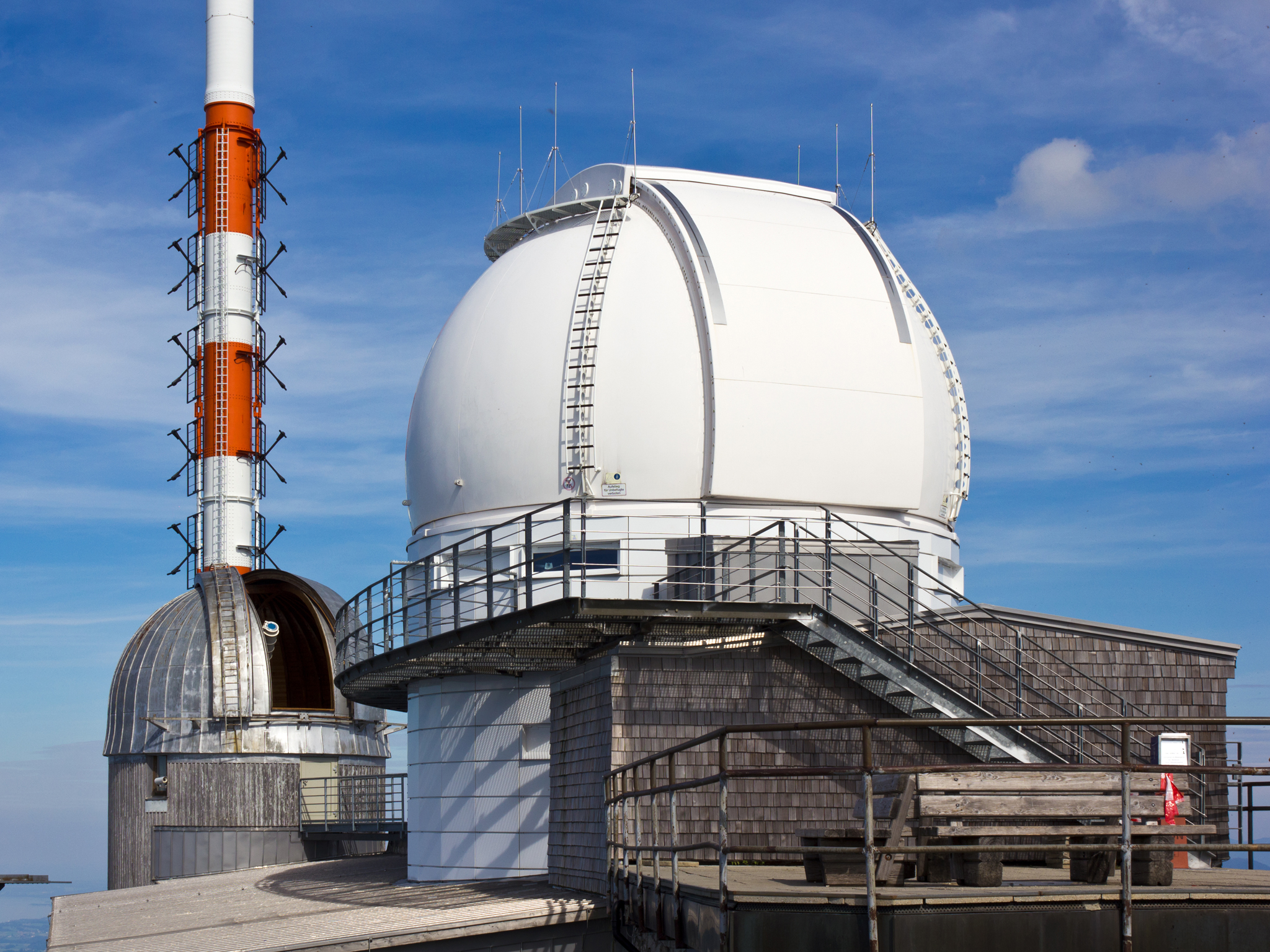
Kuppel des Fraunhofer-Teleskops
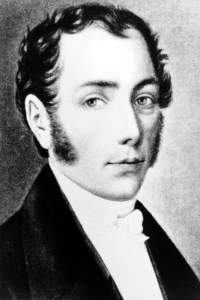
Das Teleskop trägt den Namen von Joseph Fraunhofer.

## Weiteres
- Liste der größten optischen Teleskope
- Liste der Sternwarten-Codes